# Studna (30 případů majora Zemana)
Studna je dvacátá šestá epizoda československého seriálu 30 případů majora Zemana. Její děj se odehrává v roce 1969. Epizoda byla isnpirována skutečným kriminálním případem, který se stal v roce 1968 v obci Vonoklasy.

## Herecké obsazení
- major Jan Zeman, příslušník OO VB/náčelník pražské kriminálky: Vladimír Brabec
- podplukovník Žitný, vyšší funkcionář kontrarozvědky: František Němec
- kapitán Stejskal, náčelník pražské kriminálky: Ladislav Mrkvička
- MUDr. Veselý, úřední lékař: Vladimír Ráž
- Maštalíř, pomocník VB: Miroslav Zounar
- psychiatr: Karel Houska
- Dr. Brůna, syn: Josef Kubíček
- otec Brůna: Jaromír Crha
- matka Brůnová: Valerie Kaplanová
- Koštýř: Petr Skála
- Koštýřová: Libuše Geprtová
- holič Seydl: Robert Vrchota
- strýc Hurych: Oldřich Velen
- hospodská Doupětová: Míla Myslíková
- Hádek: Vladimír Bičík
- řidič autobusu: zasloužilý umělec Čestmír Řanda
- žižkovská bába: Darja Hajská
- a další[1][2]

## Autoři
- Ideový námět: plk. Jan Kovář
- Námět, povídka a scénář: Jiří Procházka
- Odborná spolupráce: pplk. Adolf Gruber,  pplk. PhDr. Vlastislav Kroupa, pplk. František Kruml, Jiří Čermák
- Dramaturgie: Jiří Procházka, mjr. Leoš Jirsák
- Hudba: Zdeněk Liška
- Nahrál: Filmový symfonický orchestr nositel vyzn. „Za zásluhy o výstavbu“
- Dirigent: František Belfín
- Výtvarník dekorací: akademický architekt Karel Černý
- Asistent architekta: Michal Krška
- Výprava: Karel Kočí
- Výtvarník kostýmů: Lída Novotná
- Kostýmy: Eliška Vitvarová
- Umělecký maskér: Jaroslav Čermák
- Skript: Alena Mikeťuková
- Zástupci vedoucího výroby: Olga Mimrová, Petr Čepek, Jiří Radil
- II. kameraman: Jan Kváča
- II. režisér: Jiří Mikeťuk
- Střih: ing. Josef Valušiak
- Zvuk: Jiří Kejř
- Výroba: Josef Císař
- Kamera: zasloužilý umělec Václav Hanuš, Josef Hanuš
- Režie: národní umělec Jiří Sequens

Vyrobila Československá televize Praha, Ústřední redakce armády, bezpečnosti a brannosti ve Filmovém studiu Barrandov. Zpracovaly Filmové laboratoře Barrandov 1978.

## Vysílání
Epizoda Studna byla Československou televizí premiérově uvedena v neděli 27. ledna 1980. Reprízu si odbyla o tři dny později a ještě v srpnu téhož roku, pak znovu v letech 1985 a 1989. Poprvé od sametové revoluce se do vysílání tehdy již České televize Studna vrátila až v roce 2000. V dalších letech se Studna i celý seriál 30 případů majora Zemana opakovaně objevovaly na programu soukromé TV Barrandov. Od ledna 2025 je Studna součástí nabídky streamovací platformy iVysílání.

## Děj
Děj se odehrává v roce 1969. Jan Zeman po událostech pražského jara již nepracuje jako náčelník pražské kriminálky, nýbrž slouží na žižkovském obvodním oddělení Veřejné bezpečnosti. Podplukovník Žitný jej zde jednoho dne navštíví a požádá jej o přešetření již uzavřené hájické vraždy. Po objasnění případu šíleného Brůny, který zavraždil sekerou svou manželku a svého syna donutil podřezat se na zápěstí a krku a skočit do studny, se Jan Zeman vrací na své původní místo náčelníka pražské kriminálky.

## Rozdíly oproti skutečnému případu
Epizoda Studna je inspirována skutečným případem, ke kterému došlo v roce 1968 ve středočeských Vonoklasech. V roce 2022 byl objeven vyšetřovací spis v dosud neuspořádaném Státním oblastním archivu v Praze, ve kterém se dochovaly celkem tři různé výpovědi Ing. Stanislava Jelínka. Obecně se má za to, že jde zřejmě o nejvěrnější díl z celého seriálu. Přesto se v několika bodech od reálného případu liší:
- Skutečným důvodem kolapsu pachatele, který vyústil v pokus o rozšířenou sebevraždu, nebyly majetkové spory. Stanislav Jelínek (†57), předobraz starého Brůny, se měl účastnit soudu pro ublížení na zdraví, kterého se dopustil o několik měsíců dříve, kdy v šarvátce pobodal své dva sousedy nožem. Výsledku přelíčení se velmi obával a jeho duševní stav se až do osudné události prudce zhoršoval.
- Stromy nebyly úplně pokáceny, byla z nich pouze ořezána kůra.
- Vražedným nástrojem nebyla sekera, ale nikdy neurčený předmět, který mohl při požáru v prvním patře shořet.
- Ing. Stanislav Jelínek (v seriálu Brůna mladší) byl po obrně částečně ochrnutý a k chůzi používal hůl. Vylezení ze studny bylo pro něho tedy extrémně fyzicky náročné.
- Reálná studna měla napevno připevněné vědro, ze kterého se voda přelévala do přinesených nádob. Podobně jako v seriálu tyto nádoby posloužily k usvědčení Ing. Jelínka ze lži.
- Kvůli usvědčení ze lži změnil Ing. Jelínek svou výpověď dvakrát.[9]
- Vyšetřování případu ve skutečnosti nebylo tak problematické a nebyl původně uzavřen s nesprávným závěrem (v seriálu kapitánem Stejskalem). Vyšetřovatelé měli od počátku pochybnosti o verzi Ing. Jelínka, který se snažil svalit otcův čin na své sousedy.
- Syn do studny skočil dobrovolně. Nesvrhl ho tam otec.[10]
- Studna byla pouze 80 cm široká a neumožňovala tak smrtelný zápas, jak ho zobrazili filmaři (a s čím se spokojili kriminalisté).[9]
- Když Ing. Jelínka našli, byl mokrý jen od pasu dolů, podle příbuzného ve studni nemohl být.[9]
- V roce 2014 Jiří Strauss v pořadu Českého rozhlasu tvrdil, že se případ nemohl odehrát tak, jak ho Stanislav Jelínek ml. (v seriálu Brůna ml.) popsal. Vrahem mohl být on sám a StB ho kryla, protože pracoval na tajném armádním výzkumu.[11]
- Podle nově objevených dokumentů z roku 2022 v případu StB neměla žádnou roli a hlavními příčinami byly duševní onemocnění v rodině. Jelínek starší byl kvůli tehdy neléčitelné duševní poruše ve 30. letech propuštěn z armády. U Jelínka mladšího šlo o člověka s patologickou psychikou (s původem ve výchově rodičů ke ctižádostivosti).[12]
- Tajemné černé vozidlo, které se na místě objevilo den předem, nepatřilo podle nově objevených spisů StB, ale šlo o taxík, který přivezl Jelínkovy z delší schůzky s advokátem poté, co zmeškali autobus.[12]

## Vznik a propaganda
Zřejmě právě proto, že tento díl je nejméně politický ze tří krizových dílů (Klauni – 1967, Štvanice – 1968, Studna – 1969), vyhnuly se Studně zásadní zásahy ze strany vedení ČST a ÚV KSČ. V červnu 1976 plukovník Kovář z titulu náčelníka tiskového odboru ministerstva vnitra předložil, spolu s díly z let 1967 a 1968, Studnu ke schválení ministru vnitra ČSSR Jaromíru Obzinovi, který na nich zřejmě neshledal nic závadného. V lednu 1977 jej Jiří Procházka mohl předat šéfredaktorovi ÚRABB. Šéfredaktor ÚRABB vědom si politické citlivosti tématu, neboť už to nebyla historie, ale současnost, předložil scénáře k vyjádření řediteli Československé televize. Podle jeho připomínek byl Jiří Procházka posléze donucen upravit scénář Studny. Tvůrcům bylo například doporučeno, aby z jedné scény vystřihli: „V dubnu, ještě tam budou.“ a nahradili ji větou „Duben, ještě tam budem.“ Protože se do poslední chvíle nevědělo, jak o třech krizových dílech bude rozhodnuto, měla dramaturgie v záloze ještě tři jiné scénáře: Hřbitovní kvítí, Akce Dürrer a Úzkost. V srpnu 1977 šéfredaktor ÚRABB formálně scénáře schválil a teprve pak Klauny, Štvanici a Studnu dostala produkce seriálu. 26. díl měl premiéru 27. ledna 1980.
Ani Studně se však nevyhnuly drobné propagandistické vložky: Nepřátelé režimu křivě obviňují příslušníky Státní bezpečnosti z vraždy údajného řidiče Jana Masaryka. Téměř na konci se objevuje odkaz na nastupující normalizaci, když major Zeman říká pomocníku VB Maštalířovi: „Jo kamaráde. Dá nám to asi ještě dost práce než uklidíme ten… Ten svinčík po těch loňských nesmyslech a zmatcích. No ale snad to dokážeme, ne?“ V závěrečné sekvenci se Stejskal Zemana ptá, jestli už ví, „Že zasedá ÚV! Dubček padl!“ a major Zeman jej na oplátku posílá na „kádrovku. Chtěj s tebou mluvit.“ Takže normalizace je už v plném proudu.

## Popularita
Přes nutné politické sekvence, kterým se jako součást seriálu vzniklého na objednávku a pod dohledem ministerstva vnitra ani hororová Studna nemohla vyhnout, se Studna dočkala obrovské divácké popularity — cyklus měl vysokou sledovanost i vysoký index hodnocení. O jeho velké popularitě nejen v době předlistopadové svědčí i to, že skupina J.A.R. věnovala tomuto dílu stejnojmennou písničku s originálním klipem, v němž jsou nejznámější sekvence tohoto dílu vtipně zanimované. Vedle Studny byly nejsledovanějšími díly Prokleté dědictví, Kvadratura ženy, Romance o nenápadné paní, Poselství z neznámé země a Mimikry, naopak s nejmenším úspěchem se setkaly díly Třetí housle a Štvanice.
Divácký úspěch seriálu byl skutečně ohromný, o jeho uvedení měly zájem i televize všech socialistických zemí, a dále televize portugalská, švédská, britská, nizozemská, západoněmecká. Zvlášť vysokého ocenění se tvůrcům cyklu dostalo při oficiální návštěvě Jurije Andropova v Praze koncem srpna 1976. Seriál byl s velkým úspěchem vysílán i v NDR, kde dosáhl ještě většího úspěchu a popularity než u nás. Major Zeman se stal rázem hrdinou pro miliony lidí v NDR, o čemž svědčí nejen divácký a kritický ohlas, ale i Zlaté vavříny, nejvyšší televizní umělecká cena, kterou tvůrci tohoto cyklu za své dílo v NDR dostali.